# NGC 2376
NGC 2376 este o galaxie spirală situată în constelația Gemenii. A fost descoperită în 10 noiembrie 1864 de către Albert Marth.